# Melierax
Genre
Melierax est un genre d'oiseaux de la famille des Accipitridae.

## Liste d'espèces
D'après la classification de référence (version 14.1, 2024) de l'Union internationale des ornithologues, il y a 3 espèces du genre Meliarax (ordre philogénique) :
- Melierax metabates Heuglin, 1861 – Autour sombre ;
- Melierax poliopterus Cabanis, 1868 – Autour à ailes grises ;
- Melierax canorus (Thunberg, 1799) – Autour chanteur.

L'Autour gabar est parfois placé dans ce genre, mais le Congrès ornithologique international le place dans son propre genre, Micronisus.